# Horta (mitologia)
Horta – starożytna bogini italska pochodzenia etruskiego.
Kult jej obecny był także w Rzymie, gdzie uważano ją za bóstwo bardzo dawne i niemal zapomniane. Niepewna była nawet poprawność odczytania (lekcja) jej imienia (Hōrta? Hǒrta?). Marcus Antistius Labeo wywodził to imię od hortari (zachęcać, pobudzać), uznając ją za bóstwo wzbudzające w ludziach dobro. 
Horta posiadała dawniej w Rzymie swą świątynię, która stale była otwarta. Prawdopodobnie znajdowała się ona w miejscu, w którym później Heliogabal wzniósł przybytek swego bóstwa zwany Elagabalium.